# Jarka Pižla
Jarka Pižla, vlastním jménem Jaroslav Stehlík (9. dubna 1903 Smíchov – 21. července 1963 Praha) byl český herec.

## Život
Narodil se v Praze na Smíchově, do rodiny Františka Stehlíka a jeho ženy Petronily Novotné. Pracoval jako portýr v nočních klubech nebo uvaděč seznamovacích večírků. Vystupoval jako zpěvák a komik v pražských kabaretech U politické mrtvoly, Montparnass a U Rozvařilů, byl také autorem řady humorných skečů. Těžil ze svého nepravidelného obličeje, který dokázal zkroutit do šokujících grimas; používal pseudonym Nejkrásnější chlapec z Prahy. Od roku 1928 byl ženatý s Vratislavou Untermülerovou (1908), manželství však skončilo rozvodem, měl jedinou dceru Vratislavu Stehlíkovou (1929). Jako výrazného typu si ho brzy všimli filmaři a obsazovali ho do řady epizodních, většinou bezejmenných rolí různých bizarních figurek. Vytvořil komickou dvojici s Ferdou Žižlou (skutečné jméno není známo), režisér Ladislav Horský s nimi natočil filmy Pižla a Žižla hledají práci a Pižla a Žižla na cestách (kde v dětské roli debutovala Jiřina Bohdalová). Film se zřejmě nikdy nedostal do distribuce a zachoval se z něj v archívu jen krátký úryvek, který byl uveden v televizním pořadu Úsměvy Jiřiny Bohdalové. Pižla také hrál ve dvou švejkovských adaptacích: v němém filmu Karla Lamače Dobrý voják Švejk z roku 1926 ztvárnil dítě ve vlaku, nejvýraznější rolí jeho kariéry byl Pepek Vyskoč ve snímku Karla Steklého Poslušně hlásím (1957).

## Filmografie
- 1924 Děvče z hor
- 1925 Vyznavači slunce
- 1926 Babinský
- 1926 Bludné duše
- 1926 Dobrý voják Švejk
- 1926 Příběh jednoho dne
- 1926 Svéhlavička
- 1927 Pražský kat
- 1927 Milenky starého kriminálníka
- 1929 Z českých mlýnů
- 1931 Skalní ševci
- 1934 Nezlobte dědečka
- 1934 Dokud máš maminku
- 1934 Život vojenský - život veselý
- 1935 Pozdní láska
- 1937 Otec Kondelík a ženich Vejvara
- 1937 Pižla a Žižla na cestách
- 1937 Svět patří nám
- 1938 Manželka něco tuší
- 1947 Siréna
- 1948 Žijí mezi námi
- 1948 Kariéra
- 1948 Železný dědek
- 1949 Soudný den
- 1957 Poslušně hlásím
- 1959 Mstitel
- 1960 Přežil jsem svou smrt
- 1961 Baron Prášil